# Lulu von Strauß und Torney
Lulu von Strauß und Torney (Bückeburg, 20 settembre 1873 – Jena, 19 giugno 1956) è stata una scrittrice tedesca.

## Biografia
Le sue prime composizioni risalgono agli anni a cavallo tra il XIX e il XX secolo, tra le quali figurano le ballate Gedichte (1898) e Balladen und Lieder (1902), nonché la sua prima raccolta di novelle intitolata Bauernstolz (1901). I suoi racconti, appartenenti perlopiù al genere storico e ambientati nelle aree rurali del nord-est della Germania, includono Ihres Vaters Tochter (1905), Der Hof am Brink (1906), Das Meermineke (1906), Lucifer (1907), la raccolta Sieger und Besiegte (1909), Der Judas (1911), Der jüngste Tag (1922), Das Fenster (1923) e Schuld (1940). Tuttavia, il genere per cui viene particolarmente ricordata è la ballata, soprattutto per le sue raccolte Reif steht die Saat del 1919 e Tulipan. Balladen und Erzählungen, pubblicata postuma nel 1966. Al genere storico-biografico appartengono Vom Biedermeier zur Bismarckzeit (1932), Eugen Diederichs Leben und Werk (1936) e Das verborgene Angesicht (1943).

### Vita privata
Nel 1916 sposò l'editore Eugen Diederichs.